# 은행계정조정표
은행계정조정표(bank reconciliation)는 기업이 기업의 현금성자산의 정확한 금액을 파악하기 위해 장부상의 예금거래내역과 은행거래내역서를 대조한 내용을 바탕으로 작성하는 표이다. 기업이 보유하는 대표적인 현금성자산의 거래내역인 당좌예금거래내역과 은행이 발행한 거래내역서의 차이는 일반적으로 양측의 기록시점에서 시차가 존재하기 때문에 발생한다. 은행계정조정표를 작성할 때에는 은행거래내역서상의 잔액과 기업의 당좌예금계정의 잔액을 각각 조정하여 올바른 잔액을 도출해낸다. 기업은 재무제표 이용자들에게 올바른 정보를 제공하고 현금에 대한 내부통제를 유지하기 위해 정기적으로 현금성 자산의 정확한 금액을 파악해야 하므로, 은행계정조정표의 작성은 중요한 일이다.
| 은행계정조정표 조정항목                         | 내용 | 조정방법                       |
| ----------------------------------------------- | --- | ------------------------------ |
| 미기록예금(deposit in transit)                  | 타사 발행수표를 기업에서 수취한 후 은행에 입금하면서 기업측의 당좌예금계정에 기록하였으나 은행에는 업무마감 이후 도착, 타지역 입금 등의 원인으로 당좌예금계정에 기록되지 못한 경우가 있다. 이 때, 은행측의 당좌예금계정 잔액이 과소계상된다.                                                                   | 은행측 잔액을 증가시킨다.      |
| 기발행미인출수표(outstanding checks)            | 기업이 수표를 발행하여 거래 상대방에게 지급하였으나 수표 수취인이 아직 은행에 지급을 요구하지 않은 경우 기업측에서는 당좌예금잔액의 감소를 기록하였지만 은행측에서는 이를 알지 못하는 상황이 발생한다. 이 때, 은행측의 당좌예금계정 잔액이 과대계상된다.                                                       | 은행측 잔액을 감소시킨다.      |
| 미통지예금(deposit by third parties)            | 거래처에서 대금결제를 위해 기업의 당좌예금계좌에 직접 입금하였으나 기업은 아직 은행이나 거래처로부터 이를 통보받지 못할 수 있다. 이 때, 기업측의 당좌예금계정 잔액이 과소계상된다. | 기업측 잔액을 증가시킨다.      |
| 은행수수료(bank service charges)                | 당좌차월에 대한 이자와 같은 은행수수료가 당좌예금계정에서 차감되었으나 기업측에서는 아직 이를 알지 못하는 상황이 발생한다. 이 때, 기업측의 당좌예금잔액이 과대계상된다. | 기업측 잔액을 감소시킨다.      |
| 부도수표(not sufficent fund checks; NSF checks) | 기업은 타사로부터 받은 수표를 은행에 입금하고 잔액을 증가시켰으나 타사의 잔고부족으로 은행으로부터 지급이 거절되어 반송되면 부도수표가 발생한다. 이 경우 은행은 부도수표 금액만큼 당좌예금 계정을 감소시키지만 기업이 이를 아직 통보받지 못하는 경우가 있다. 이 때, 기업측의 당좌예금계정 잔액이 과대계상된다. | 기업측 잔액을 감소시킨다.      |
| 기장오류(entry error)                           | 기업과 은행 중 어느 한편에서 오류가 발생한 경우이다. | 발생한 측에서 잔액을 조정한다. |

## 참고 자료
- 최종혁, 송혁준(2017). 《사례와 함께하는 회계원리》. 제3판. p189-192